# Young as the Morning, Old as the Sea
Young as the Morning Old as the Sea — сьомий студійний альбом англійського співака і автора пісень Passenger, представлений 23 вересня 2016 року під лейблом Black Crow Records. Окрім стандартного видання було випущено ще й делюкс версію платівки, куди увійшло шість додаткових акустичних версій пісень. Альбом очололив чарт у Великій Британії та кількох інших країнах.

## Передісторія
17 червня 2016 року Passenger оголосив у Facebook деталі свого сьомого студійного альбому, підтвердивши, що альбом вийде у вересні 2016 року. Також він повідомив, що делюкс версія альбому міститиме документальний фільм і кілька акустичних бонус-треків. Подорожі Новою Зеландією та Ісландією надихнули музиканта на створення нового панорамного альбому, у якому він піднімає теми стосунків та плину часу, які є водночас особистими та універсальними. Альбом був записаний в Австралії, Новій Зеландії та Великобританії. Канадський гурт The Once, який приєднався до Розенберга в його турі Whispers, також взяв участь у записі цієї платівки (бек-вокал).

## Сингли
17 червня 2016 року було випущено головний сингл альбому — «Somebody's Love»; а 19 серпня цього ж року — сингл «Anywhere», який посів 43 місце в австралійському чарті синглів.

## Список пісень
Всі пісні написані Майком Розенбергом
| Стандартне видання | Стандартне видання                    | Стандартне видання |
| #                  | Назва                                 | Тривалість         |
| ------------------ | ------------------------------------- | ------------------ |
| 1.                 | «Everything»                          | 3:34               |
| 2.                 | «If You Go»                           | 3:44               |
| 3.                 | «When We Were Young»                  | 4:40               |
| 4.                 | «Anywhere»                            | 3:36               |
| 5.                 | «Somebody's Love»                     | 5:23               |
| 6.                 | «Young as the Morning Old as the Sea» | 3:26               |
| 7.                 | «Beautiful Birds» (за уч. Birdy)      | 3:33               |
| 8.                 | «The Long Road»                       | 3:52               |
| 9.                 | «Fool's Gold»                         | 4:15               |
| 10.                | «Home»                                | 5:48               |

| Делюкс видання | Делюкс видання                                    | Делюкс видання |
| #              | Назва                                             | Тривалість     |
| -------------- | ------------------------------------------------- | -------------- |
| 11.            | «Young as the Morning Old as the Sea» (акустична) | 2:36           |
| 12.            | «Fool's Gold» (акустична)                         | 3:23           |
| 13.            | «Beautiful Birds» (акустична)                     | 2:53           |
| 14.            | «Everything» (акустична)                          | 3:18           |
| 15.            | «The Long Road» (акустична)                       | 3:08           |
| 16.            | «When We Were Young» (акустична)                  | 3:37           |

## Нагороди
| Рік  | Організація  | Відзнака                   | Виконавець/робота                   | Позиція | Джерело |
| ---- | ------------ | -------------------------- | ----------------------------------- | ------- | ------- |
| 2016 | Pop Magazine | Найкращі альбоми 2016 року | Young as the Morning Old as the Sea | 12      | [ 9 ]   |